# Лихт, Дэниел
Дэниел Джеймс Лихт (англ. Daniel James Licht; 13 марта 1957, Детройт — 2 августа 2017,  Топанга, округ Лос-Анджелес, Калифорния) — американский музыкант и композитор, автор музыки к кинофильмам и сериалам. Среди его работ — музыка для целого ряда фильмов в жанре ужасы, телевизионного сериала «Декстер», компьютерных игр Silent Hill: Downpour и Dishonored.

## Биография
Дэниел Лихт родился 13 марта 1957 года в Детройте.
Лихт окончил массачусетский колледж Гемпшира, где изучал композицию, джаз и этническую музыку. Затем переехал в Нью-Йорк и занимался музыкальным творчеством на различных сценах Нижнего Ист-Сайда. В это же время Лихт совершил множество поездок по Европе и побывал в Германии, Голландии и Северной Европе. Там он использовал свои навыки музыкального творчества для различных театров и танцевальных коллективов. Кроме того Лихт побывал и в других уголках света, например — в Японии и в Индонезии, где, в частности, изучал гамелан — традиционную индонезийскую оркестровую музыку. В Нью-Йорке он практиковал эту музыку, выступая в ансамбле под названием Gamelan Son of Lion, и одновременно исполнял джаз с музыкантами вроде Дона Черри, Яки Бярда и Дэвида Амрама.

### Музыка для кино
Живя в Нью-Йорке, Лихт участвовал в создании рекламы в качестве композитора для таких брендов, как Mercedes-Benz, Sony и AT&T. А уже следующей ступенью в карьере стал работа над озвучиванием фильмов после переезда в Лос-Анджелес. В этот момент помощь Лихту оказал его друг и бывший одноклассник Кристофер Янг. Вместе с ним Лихт работал над своим первым фильмом «Atrapados», исполняя и программируя сессии на синтезаторе. Далее последовали ещё несколько малобюджетных фильмов.
Этот период карьеры завершился с выходом фильма «Дети ночи». Его саундтрек, над которым работал Лихт, был издан на CD, а сам Лихт удостоился первых упоминаний в музыкальной прессе. Затем последовал ряд мистических картин; одна из них — «Дети кукурузы 2» — стала вторым фильмом с музыкой Дэниела Лихта, которая была отдельно издана под лейблом Bay Cities Records. Знакомство с этнической музыкальной культурой позволило Лихту использовать для фильма довольно экзотические инструменты, например, индийскую разновидность флейты или инструмент под названием пипа (китайская лютня). Для четвёртой серии «Восставших из ада» Лихт записал саундтрек с использованием симфонического оркестра, хора, тибетских тромбонов, и пения монахов. Очередными фильмами в жанре ужасов с музыкальным вкладом Дэниела Лихта стали «Худеющий», по одноименному роману Стивена Кинга, и «Зловещая луна».
Определённая широта взглядов на киномузыкальное творчество позволила композитору участвовать в создании картин иного художественного уровня. Джазовые навыки Лихта использовал скандальный британский режиссёр Александр Кокс в своем фильме «Победитель». Для фильма «Zooman» режиссёра Леона Ичасо Лихт использовал смесь из хип-хопа и соло на трубе в оркестровом оформлении. Для «Наказания правосудия» — телевизионном фильме об убийстве Джорджа Москоне и Харви Милка — он использовал традиционную ирландскую музыку. В телевизионной экранизации романа-антиутопии «О дивный новый мир» для компании NBC Лихт применил сочетание электроники и экзотики. Поэтические строки из книги, переложенные Лихтом на музыку, стали песней, исполненной в фильме Питером Галлахером. Для фильма «Вечная полночь» предполагалось, что Дэниел Лихт будет работать с альтернативщиками из Шотландии — группой Primal Scream. Однако, последняя из-за юридических разногласий прекратила сотрудничество с нанимателями. Тем не менее, Лихту доверили этот фильм, и он оформил его, используя техно-музыку. В числе прочих у Лихта в послужном списке появились такие картины, как «Hendrix» — телевизионный биографический фильм о Джими Хендриксе, «Роскошная жизнь» Грегга Араки, «Огненный ринг» оскароносного швейцарского режиссёра Ксавьера Коллера, «Анатомия преступления» Тима Хантера и др.
Со второй половины 1990-х Дэниел Лихт в основном сосредоточился на телевизионных проектах, о чём свидетельствует его участие в ряде сериалов, среди которых — комедии «Оливер Бин», «Секреты на кухне», «Джейк вчера, сегодня, завтра», «Кашемировая мафия», «Следствие по телу». Кроме того, он стал композитором телефильма «Дочь хранителя тайны».

#### «Декстер»
Для написания музыки к сериалу «Декстер» Дэниел Лихт был приглашён по рекомендации музыкального руководителя этого проекта Гэри Каламара. По предположению самого Лихта его пригласили на шоу благодаря музыкальному опыту в различных жанрах кино, в частности, комедии и триллере, а также из-за его опыта в сочетании латинской музыки и музыки фильмов ужасов. По сути в проекте он вернулся к тому, с чего начал свою карьеру, но с необходимостью учитывать ироничный тон сериала и наличие чёрного юмора.

из интервью Д. Лихта:

Так, как шоу состоялось в Майами, они [руководители проекта] собирались использовать старый стиль кубинской музыки, и они хотели композитора, который мог работать в двух этих мирах. Для меня это было просто идеальное шоу, с моим прошлым.
Оригинальный текст (англ.)Since the show took place in Miami, they were going with this old style Cuban music and they wanted a composer who could work in both worlds. For me, it was just the perfect show with my background.

В «Декстере» Лихт решил отказаться от излишней драматичности в музыке и оркестровой пышности, вместо этого он попытался передать атмосферу истории через небольшие музыкальные фрагменты, но с запоминающимся эффектом. Для этого композитор использовал различные методы извлечения звука из разных, даже самых необычных инструментов. Например, он использовал винные бокалы, оттеняя звучание пианино, для получения эффекта таинственности. В его музыке часто слышны арфы, кроме того, можно услышать хриплый женский голос, диджериду, перкуссию. Для более точного музыкального выражения «тёмной стороны» главного персонажа композитор извлекал звуки с помощью хирургического инструментария, цепей, скребков, бутылок из-под яда, а иногда даже из человеческих костей. Последние использовались ацтеками в доколумбовы времена в качестве своего рода погремушек и были на время предоставлены Лихту музеем.

из интервью Д. Лихта:

Я думал, что будет концептуально свежо и жутко, если бы люди знали, что часть музыки была сделана с использованием человеческих костей.
Оригинальный текст (англ.)I thought it would be conceptually cool and creepy if people knew some of the music was made using human bones.

Помимо Лихта над музыкой проекта работал Рольф Кент (вступительная тема). Кроме того, в помощь Лихт привлек своего племянника, Джонатана Лихта.

### Музыка к компьютерным играм
После ухода бессменного до тех пор композитора серии компьютерных игр Silent Hill Акиры Ямаоки из Konami было объявлено о том, что над музыкой новой игры серии под названием Silent Hill: Downpour будет работать Дэниел Лихт. До релиза композитор пообещал привнести в проект новизну, но с учётом традиций предыдущих игр серии. Кроме того, Лихт является автором саундтрека ещё одной игры медиафраншизы Silent Hill — Book of Memories. В обоих хоррорах большое внимание уделено жанру эмбиент. В Dishonored — следующей игре, над которой работал Лихт — музыка отличается атональной структурой. Для её создания наряду с другими инструментами была задействована скрипка Страдивари «Хаммер».

## Смерть
Скончался в возрасте 60 лет от редкой формы саркомы, которую диагностировали у него за несколько недель до смерти.

## Влияние на творчество
В одном из интервью Лихт отметил ряд кинокомпозиторов, которые повлияли на его творчество, к примеру, Джерри Голдсмита, Эллиота Голденталя и Бернарда Херрманна. Последний больше других повлиял на него при написании музыки к «Декстеру». Среди других, отмеченных Лихтом — его друг Кристофер Янг, Алекс Норт и Джон Уильямс.

## Работы
| Год       |     | Русское название                     | Оригинальное название                        | Роль |
| --------- | --- | ------------------------------------ | -------------------------------------------- | ---- |
| 1991      | ф   | Дети ночи                            | Children of the Night                        |      |
| 1992      | ф   |                                      | Inside Out II                                |      |
| 1992      | ф   | Амитивилль 6: Проклятые часы         | Amityville 1992: It's About Time             |      |
| 1992      | ф   | Разорванные узы                      | Severed Ties                                 |      |
| 1992      | ф   |                                      | Inside Out III                               |      |
| 1992      | ф   | Дети кукурузы 2: Последняя жертва    | Children of the Corn II: The Final Sacrifice |      |
| 1992      | ф   |                                      | Inside Out IV                                |      |
| 1992      | ф   | Последнее объятие                    | Final Embrace                                |      |
| 1993      | тф  | Розы мертвы                          | Acting on Impulse                            |      |
| 1993      | ф   | Клещи                                | Infested                                     |      |
| 1993      | док | Где мы? Наша поездка по Америке      | Where Are We? Our Trip Through America       |      |
| 1993      | ф   | Амитивилль 7: Новое поколение        | Amityville: A New Generation                 |      |
| 1993      | ф   | Книга мёртвых                        | Necronomicon                                 |      |
| 1993      | тф  |                                      | A Girls' Guide to Sex                        |      |
| 1994      | ф   | Жестокая правда                      | The Hard Truth                               |      |
| 1995      | ф   | Дети кукурузы 3: Городская жатва     | Children of the Corn III: Urban Harvest      |      |
| 1995      | тф  |                                      | Zooman                                       |      |
| 1996      | ф   | Восставший из ада 4: Кровное родство | Hellraiser: Bloodline                        |      |
| 1996      | ф   | Победитель                           | Тне Winner                                   |      |
| 1996      | ф   | Худеющий                             | Thinner                                      |      |
| 1996      | ф   | Зловещая луна                        | Bad Moon                                     |      |
| 1996      | тф  | Признание женщины                    | Woman Undone                                 |      |
| 1998      | тф  | Покровительница лгунов               | The Patron Saint of Liars                    |      |
| 1998      | тф  | Дивный новый мир                     | Brave New World                              |      |
| 1998      | тф  | Легион огня                          | Legion of Fire: Killer Ants!                 |      |
| 1998      | ф   | Вечная полночь                       | Permanent Midnight                           |      |
| 1998      | тф  | Смертельный вирус                    | Thirst                                       |      |
| 1999      | ф   | Роскошная жизнь                      | Splendor                                     |      |
| 1999      | тф  | Не заглядывай под кровать            | Don't Look Under the Bed                     |      |
| 1999      | тф  | Наказание правосудия                 | Execution of Justice                         |      |
| 2000      | тф  | Дом у озера                          | Cabin by the Lake                            |      |
| 2000      | тф  | Хендрикс                             | Hendrix                                      |      |
| 2000      | ф   | Огненный ринг                        | Cowboy Up                                    |      |
| 2001      | тф  | Анатомия преступления                | Anatomy of a Hate Crime                      |      |
| 2001      | ф   | Бессмертные души                     | Soul Survivors                               |      |
| 2001      | тф  | Мёртвый сезон                        | Off Season                                   |      |
| 2002      | тф  |                                      | Video Voyeur: The Susan Wilson Story         |      |
| 2003—2004 | с   | Оливер Бин                           | Oliver Beene                                 |      |
| 2004      | док |                                      | ABC's of Newborn Baby Care                   |      |
| 2004      | тф  | Копи царя Соломона                   | King Solomon's Mines                         |      |
| 2005      | тф  | Икона                                | Icon                                         |      |
| 2005—2006 | с   | Секреты на кухне                     | Kitchen Confidential                         |      |
| 2005—2006 | с   | Джейк вчера, сегодня, завтра         | Jake in Progress                             |      |
| 2006—2013 | с   | Декстер                              | Dexter                                       |      |
| 2008      | тф  | Дочь хранителя тайны                 | The Memory Keeper's Daughter                 |      |
| 2008      | тф  |                                      | Gym Teacher: The Movie                       |      |
| 2008      | с   | Кашемировая мафия                    | Cashmere Mafia                               |      |
| 2010      | ф   | В темноте                            | Wake или Beneath the Dark                    |      |
| 2010      | с   | Романтика под вопросом               | Romantically Challenged                      |      |
| 2010      | док |                                      | Dumbstruck                                   |      |
| 2011—2012 | с   | Следствие по телу                    | Body of Proof                                |      |
| 2012      | ки  | Silent Hill: Downpour                | Silent Hill: Downpour                        |      |
| 2012      | ки  | Silent Hill: Book of Memories        | Silent Hill: Book of Memories                |      |
| 2012      | ки  | Dishonored                           | Dishonored                                   |      |
| 2013      | с   | Обман                                | Deception                                    |      |
| 2013      | кор |                                      | Half Way Home                                |      |
| 2014—…    | с   | Красная дорога                       | The Red Road                                 |      |
| 2016      | ки  | Dishonored 2                         | Dishonored 2                                 |      |
| 2017      | ки  | Dishonored: Death of the Outsider    | Dishonored: Death of the Outsider            |      |

## Дискография
| Релизы | Релизы                                       | Релизы                     | Релизы |
| ------ | -------------------------------------------- | -------------------------- | ------ |
| Год    | Название                                     | Лейбл                      |        |
| 1991   | Children of the Night                        | Bay Cities                 |        |
| 1992   | Children of the Corn II: The Final Sacrifice | Bay Cities                 |        |
| 1993   | Amityville 1992 / Amityville 1993            | Third Mind's Eye           |        |
| 1996   | Hellraiser: Bloodline                        | Silva America              |        |
| 1996   | Woman Undone / Zooman                        | Citadel Records            |        |
| 1996   | Thinner                                      | Varese                     |        |
| 1996   | Bad Moon                                     | Silva America              |        |
| 1997   | The Winner                                   | Rykodisc                   |        |
| 2001   | Soul Survivors                               | Beyond Music               |        |
| 2007   | Dexter                                       | Milan Records              |        |
| 2008   | Cashmere Mafia                               | Costa Communications       |        |
| 2010   | Dexter, Seasons 2 & 3                        | Milan Records              |        |
| 2010   | Dexter, Season 4                             | Believe Music              |        |
| 2011   | Dexter, Season 5                             | Believe Music              |        |
| 2012   | Silent Hill: Downpour                        | Konami Music Entertainment |        |
| 2012   | Silent Hill: Book of Memories                | Milan Records              |        |
| 2012   | Dexter, Season 6                             | Believe Music              |        |
| 2013   | Dishonored                                   | Bethesda Softworks         |        |
| 2016   | Dishonored 2                                 | Bethesda Softworks         |        |

## Достижения
| Хронология номинаций и наград | Хронология номинаций и наград | Хронология номинаций и наград | Хронология номинаций и наград | Хронология номинаций и наград |
| Год                           | Результат                     | Событие                       | Категория                     | Номинируемое произведение     |
| ----------------------------- | ----------------------------- | ----------------------------- | ----------------------------- | ----------------------------- |
| 2010                          | Награда                       | BMI Cable Award               | —                             | Декстер                       |